# هانس بوخنر
هانس بوخنر (بالألمانية: Hans Buchner)‏ (و. 1483 – 1538 م) هو ملحن، وعازف أرغن، ومنظر موسيقى ألماني، ولد في رافنسبورغ، يستخدم آلات أورغن، توفي في كونستانس، عن عمر يناهز 55 عاماً.

## روابط خارجية
- هانس بوخنر على موقع ميوزك برينز (الإنجليزية)
- هانس بوخنر على موقع أول ميوزيك (الإنجليزية)
- هانس بوخنر على موقع ديسكوغز (الإنجليزية)